# Dragan Matutinović
Dragan Matutinovic (Split, 23 de febrero de 1954) es un exentrenador croata de waterpolo.

## Biografía
En 1999 recibe el título de Mejor entrenador del año.

## Clubes
Como entrenador:
- KPK Korkula ( Croacia) 1982-1985
- Mornar Split ( Croacia) 1985-1986
- Club Natació Barcelona ( España) 1987
- Club Natació Montjuic ( España) 1988-1990
- Selección Española de waterpolo ( España) 1990-1993
- Selección francesa de waterpolo ( Francia) 1994
- Club Natació Montjuic ( España) 1994-1996
- Sibenik  ( Croacia) 1996-1997
- Jadran Split  ( Croacia) 1997-1998
- VK. Posk Split  ( Croacia) 1998-2000
- Olympiakos Pireus ( Grecia) 2000-2001
- Pescara ( Italia) 2002-2003
- Etnikos Pireus ( Grecia) 2003-2004
- Jadran Split  ( Croacia) 2004-2005
- Selección eslovaca de waterpolo ( Eslovaquia) 2005-2006
- Selección china de waterpolo ( China) 2006
- Al Ittihad  2005-2007
- Horvát utánpótlás  ( Croacia) 2007-2009
- Jadran Split ( Croacia) 2009-2010
- Pinheiros ( Brasil) 2010-2011
- Selección Turca de waterpolo ( Turquía) 2013

## Títulos
Como entrenador
- Oro en KEK, Mornar Split (1986)
- Plata en el campeonato del Mundo en Perth 1991
- Plata en el campeonato de Europa en Atenas 1991
- Bronce en la FINA Cup de Barcelona 1992
- Plata en los juegos olímpicos de Barcelona 1992
- Bronce en el campeonato de Europa en Sheffield 1993
- Liga Croata con el POSK Split 1999
- Final Four con el POSK Split 1999
- Copa de Croacia
- Liga de Grecia con el Olympiakos 2001
- Copa de Grecia con el Olympiakos 2001
- Subcampeón de la Final Four con el Olympiakos 2001
- Campeonato Asian Club 2007
- Liga de Brasil con el Pinheiros 2011